# Palazzuolo
Palazzuolo è una frazione del comune di Monte San Savino (AR)

## Geografia fisica
Palazzuolo si trova a 601 metri sopra il livello del mare, nel monte che separa tre distinte valli, ovvero la Val di Chiana, la valle dell'Ombrone senese e infine la Valdambra.

## Storia
Il più antico documento edito su Palazzuolo risale al 1275 dal quale si ha notizia dell'esistenza della pieve di San Giusto a Palazzuolo. Di questo antico edificio di culto non si hanno più testimonianze materiali, ma con molte probabilità esso era ubicato nella zona attualmente definita come di Palazzuolo Alto.
Pur non avendo molte notizie sull'origine del paese, si sa che per molto tempo il castello fu  sotto la giurisdizione della famiglia degli Ubertini di Arezzo, come dimostrano i documenti relativi al trattato di Sarzana stipulato tra le città di Siena, Firenze, Perugia e Giovanni Visconti di Milano nel 1353. In quel documento, infatti, veniva stabilito il controllo del Castrum Palazzoli da parte del Conte Biagio, il quale a sua volta possedeva anche il castello di Rapale in Valdambra. In un ulteriore documento si ha notizia che nel 1355 il castello fosse sotto la giurisdizione dei Conti Manfredo e Biagio degli Ubertini: nella carta, infatti, i due personaggi sono definiti come Signori del castello di Palazzuolo. 
Con la fine delle signorie locali e l'emergere del potere comunale, anche Palazzuolo subì le sorti dei molto castelli del contado: in un primo momento si sottomise al Comune di Siena e successivamente a quello di Firenze. 
Dopo il processo di decastellamento,  Palazzuolo divenne un semplice agglomerato rurale e nel XVI secolo fu acquistato da Jacopo del Tasso. Successivamente divenne proprietà delle monache di San Pietro a Monticelli, monastero ubicato nei pressi di Firenze. Dopo la soppressione dell'ordine religioso voluta da Napoleone nel 1789, l'antico centro passò all'Ospedale degli Innocenti di Firenze e nel 1835 divenne proprietà della famiglia Casini. Quest'ultima costruì la propria villa a valle dell'antico castello dando vita ad una nuova propulsione edilizia lungo la  strada senese-aretina. Alla fine del XIX secolo per volere della famiglia fu edificata la nuova Pieve intitolata ai santi Pietro e Giusto e consacrata nel 1831.
Attualmente il centro abitato di Palazzuolo si presenta come un semplice agglomerato rurale costituito da piccole case in pietra arenaria con ridotto sviluppo verticale.  Non sono presenti lacerti murari riconducibili alla fase medievale e anche la chiesa di San Giusto risulta rispetto alle sue forme originarie estremamente alterata da interventi edilizi postumi. 
Nella zona a valle, definita come Palazzuolo Basso,  merita attenzione la villa della famiglia Casini, testimonianza dell'architettura  signorile di fine ottocento, con l'annessa scuderia, attualmente trasformata in locale commerciale.